# شهرستان پرینس ادوارد (ویرجینیا)
شهرستان پرینس ادوارد، ویرجینیا (به انگلیسی: Prince Edward County, Virginia) یک سکونتگاه مسکونی در ایالات متحده آمریکا است که در ویرجینیا واقع شده‌است.

## خصوصیات
شهرستان پرینس ادوارد ۹۱۶٫۸۶ کیلومترمربع مساحت دارد.